# Carlos Chaínho
Carlos Narciso Chaínho (Luanda, Angola, 10 de julio de 1974), exfutbolista angoleño. Jugaba de mediocampista y su primer equipo fue C.F. Estrela da Amadora. 

## Clubes
| Club                  | País     | Año       |
| --------------------- | -------- | --------- |
| CF Estrela da Amadora | Portugal | 1994-1998 |
| FC Porto              | Portugal | 1998-2001 |
| Real Zaragoza         | España   | 2001-2002 |
| Panathinaikos FC      | Grecia   | 2002-2003 |
| CS Marítimo           | Portugal | 2003-2005 |
| CD Nacional           | Portugal | 2005-2007 |
| Alki Larnaca FC       | Chipre   | 2007-2008 |
| Shahin Bushehr FC     | Irán     | 2009-2011 |